# Dziedzictwo Usherów
Dziedzictwo Usherów (ang. Usher's Passing) – amerykański, gotycki horror fantasy poruszający również tematykę historyczną napisany przez Roberta McCammona. Pierwsze wydanie ukazało się w 1984 nakładem Holt, Rinehart and Winston. Polska wersja ukazała się w 2023 nakładem wydawnictwa Vesper w tłumaczeniu Adama Winniskiego. Fabuła koncentruje się pomiędzy podziałem na arystokratyczną rodzinę Usherów a społecznością mieszkającą w pobliżu Asherville w Karolinie Północnej. Zarówno bogacze, jak i zwykli ludzie są wmieszani w intrygę związaną z ginącymi dziećmi, które porywa tajemniczy człowiek nazywany Dyniowatym. W historii pojawiają się również inne magiczne elementy, głęboko powiązane z historią rodziny Usherów, a odpowiedzi na pytania i tajemnice znajdują się w potężnej rezydencji o nazwie Twierdza w której dawniej mieszkali arystokraci.

## Fabuła
Usherowie to jedna z najbogatszych rodzin w USA, która zbiła fortunę na handlu bronią. Riks, przedstawiciel najmłodszego pokolenia rodu, uważa, że ich pieniądze są naznaczone krwią i odcina się od swoich bliskich. Żyje skromnie, wydając powieści grozy pod pseudonimem Jonathan Strange. Gdy jego ojciec jest na łożu śmierci wraca do rodzinnej posiadłości w Karolinie Północnej, Usherlandu. Tam zamieszkuje wraz z innymi członkami rodziny w stróżówce, budynku stojącym niedaleko Twierdzy – siedzibie rodu, która od lat stoi pusta. Atmosfera wśród bliskich jest napięta: ojciec powinien wkrótce przekazać władzę jednemu z trójki swoich dzieci, jednak jego decyzja nie jest pewna. Riks utrzymuje, że nie chce odziedziczyć fortuny, jednak podświadomie zaczyna tego pragnąć.
W tym czasie w okolicy tajemnicza postać nazywana Dyniogłowym porywa kolejne dziecko. Świadkiem porwania jest brat ofiary, New, który odkrywa swoje nowe, magiczne umiejętności. W tym czasie lokalna dziennikarka zaczyna badać sprawę porwań oraz próbuje rozwikłać tajemnice, które skrywa rodzina Usherów.

## Inspiracje i nawiązania
Dziedzictwo Usherów nawiązuje do opowiadania Edgara Allana Poego Zagłada domu Usherów. Autor przyznał, że w dzieciństwie było to jeden z jego ulubionych tekstów i chciał stworzyć opowieść, w której pojawi się rodzina będąca jednocześnie jedną z najbogatszych na świecie i jedną z najbardziej zniesławionych w literaturze. W powieści McCammona czytelnik poznaje pięć pokoleń rodziny Usherów, która z czasem zdobyła potężne wpływy, ale jej droga nieuchronnie prowadzi do upadku.